# Персин, Владимир Петрович
 Владимир Петрович Персин  (около 1850—1878) — офицер Российского императорского флота, участник русско-турецкой войны 1877—1878 годов, мичман Морского гвардейского экипажа.

## Биография
Персин Владимир Петрович родился около 1850 года. В 1868 году поступил воспитанником в Морское училище. В службе с 1870 года, в 1872 году произведён в гардемарины, в 1874 году — в мичманы. Проходил службу в Морском гвардейском экипаже. В 1876 году был направлен в Севастополь, где назначен заместителем команды боевых пловцов (командир лейтенант М. Ф. Никонов), созданной впервые в мире Морским министерством Российской империи. Офицеры и нижние чины на практике обучались постановке гальваноударных мин Герца, тренировались в подводке учебных мин под плоты. Лейтенант Никонов и мичман Персин учились сами и обучали пловцов из числа нижних чинов подводить незаметно мину под неприятельское судно. В апреле 1877 года, сразу же после объявления войны с Турцией, команда боевых пловцов под руководством Персина была направлена на Дунай, где Персин был также назначен командиром парового минного катера
.

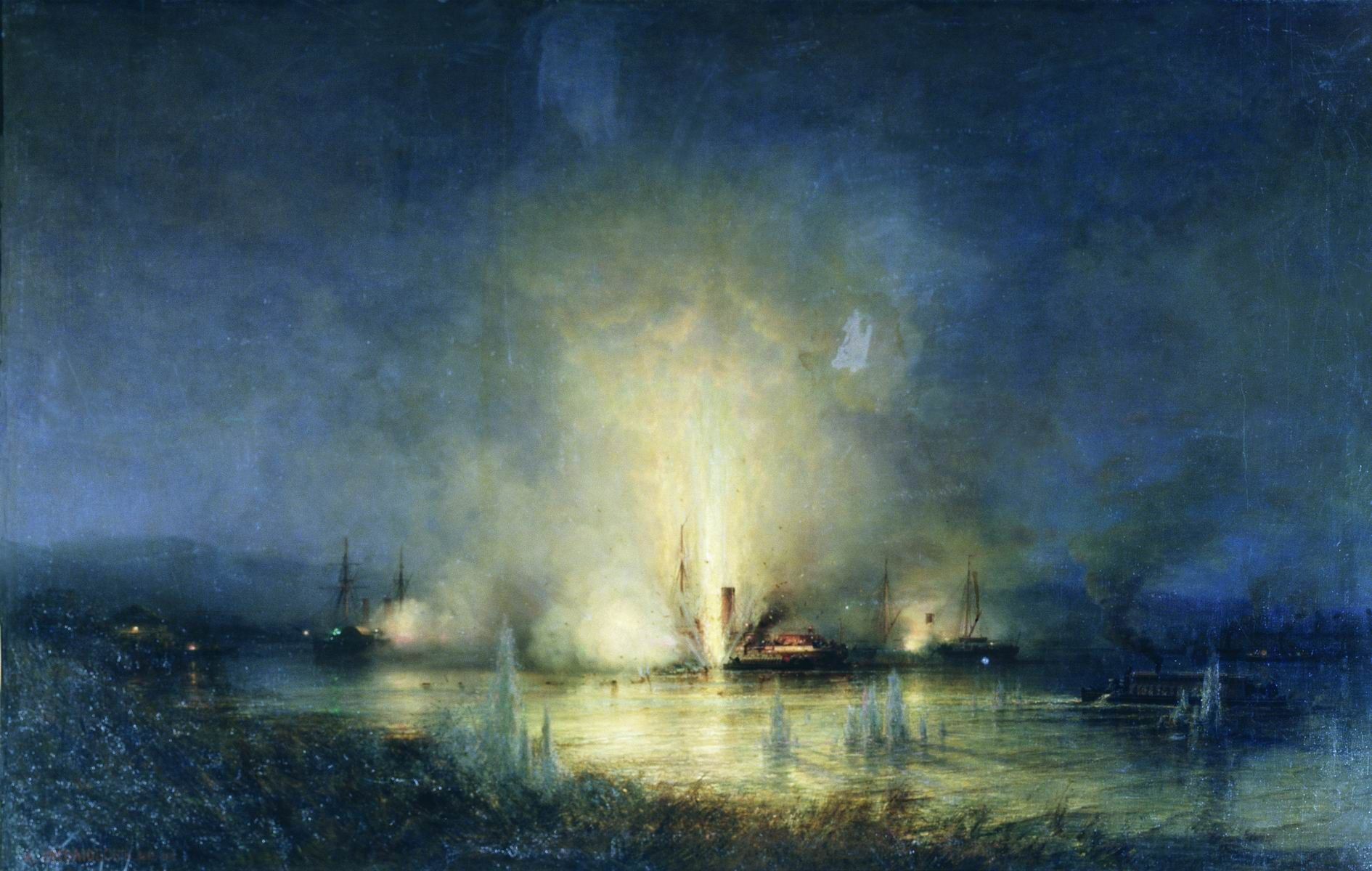
А. Боголюбов. Потопление турецкого монитора «Сейфи» на Дунае 14 мая 1877 года.

В составе отряда русских судов, в апреле и мае 1877 года Персин принимал участие в постановке минных заграждений в Мачинском рукаве на Дунае. 3 мая на катере «Царевна» Персин, совместно лейтенантами Ф. В. Дубасовым (катер «Ксения») и А. П. Шестаковым) (катер «Джигит») участвовал в постановке Нижне-Мачинского заграждения. В ночь с 13 на 14 мая отряд под командованием лейтенанта Дубасова в составе четырёх минных катеров: «Царевич» (командир — Дубасов), «Ксения» (лейтенант Шестаков), «Джигит» (мичман Персин) и «Царевна» (мичман Баль), выйдя из Браилова, направился в Манчинский рукав Дуная, где обнаружил стоящие там турецкие суда (как впоследствии оказалось: монитор «Сейфи», броненосную лодку «Фетх-уль-Ислам» и вооруженный пароход). Лейтенант Дубасов первым атаковал шестовой миной монитор «Сейфи». Во время минной атаки катер мичмана Персина, подкреплявший нападение, получил пробоину турецкой бомбой в корму и был залит водой. После заделки пробоины, катер Персина, вместе с экипажами катеров лейтенанта Дубасова и мичмана Баля под непрекращающимся вражеским огнём подошли к тонущему турецкому монитору и сняли с него кормовой флаг. После этого был дан сигнал к отступлению, и русские катера под неприятельским огнём, не потеряв ни одного человека, стали отходить. «За распорядительность и храбрость при потоплении 14 мая 1877 г. на Дунае турецкого монитора» Персин был Высочайше пожалован орденом Святого Станислава 3-й степени с мечами и бантом.
Мичман Персин и в дальнейшем принимал активное участие в боевых действиях на Дунае, участвовал в постановке минных заграждений и перевозке десанта на катерах флотилии «Мина» и «Опыт». Так 16 июня у острова Варден, катера «Петр Великий» (мичман Петр Феодосьев), «Опыт» (мичман Владимир Персин) и «Генерал-адмирал» (гардемарин Аренс) отогнали турецкие корабли «Эрекли» и «Хизбер» уже одним своим приближением. За геройские действия на Дунае в течение полугода был награждён орденами Святой Анны 4-й степени с надписью «за храбрость» и 3-й степени с мечами и бантом, орденом Святого Владимира 4-й степени с мечами и бантом.
После окончания войны был назначен в первых числах июня 1878 года командиром миноносца «Пращ». Умер Владимир Петрович Персин 16 июля 1878 года в Кронштадте.